# Chucpin
Chucpin es un centro poblado del distrito de Chacas, ubicado en la provincia de Asunción, en el departamento de Áncash. Se localiza a 2900 m s. n. m., posee un clima templado, con temperaturas promedio de 19 °C en invierno y 25 °C en verano. Cuenta con una población aproximada de 50 habitantes dedicada a labores agrícolas y ganaderas.

## Ecología
Flora
La flora está dominada en gran parte por la especie alóctona eucalipto. Que se localiza en gran porcentaje del territorio por debajo de los 3300 m s. n. m., debido a su intensiva forestación a inicios de los años 1980. Esta especie comparte el hábitat con la vegetación autóctona andina, como el quenual, la quishuar, el molle, el ichu, y un abundante número de plantas aromáticas como el cedrón y la muña, entre otras.
Fauna
La fauna autóctona está compuesta por variadas especies animales que habitan en los diferentes ecosistemas existentes. Entre los mamíferos, destacan la taruca, el venado el oso de anteojos y el zorro en las zonas más espesas de los bosques de puna, y roedores como la vizcacha y la muca en las zonas pedregosas. También hay una gran diversidad de aves: rapaces, como el cóndor, el gavilán y el cernícalo, y nocturnas, como el búho; aves acuáticas, como el pato andino, y paseriformes, como el gorrión común, el jilguero y el ruiseñor. Entre los reptiles, habitan saurios como la lagartija, y ofidios, como la culebra. En cuanto a los anfibios, habitan el sapo y la rana verde.

## Historia
Chucpin fue punto de paso obligatorio entre Chacas y San Luis durante la época colonial, era atravesado por un camino de grandes dimensiones construido desde 1570, este camino, bautizado como Camino Real en 1580, comunicaba Chacas, San Luis y el ingenio de Aurinja. En 1716 se instaló en este valle, uno de los ingenios mineros más grandes de Chacas: San José de Mushojmarca, por el capitán Juan José Tafur de Córdoba y Rojas, hijo del capitán Juan Mesía Tafur de Córdoba y Arroyo, quien fuera encomendero de Olleros y Conila en Chachapoyas. Tafur llegó a Chacas en 1710 y se dedicó a la agricultura y minería explotando las vetas de Cajavilca, Kellaruna, Chucpin y Huiro. También se le atribuye haber adquirido la imagen de la Virgen de la Asunción para la capilla de su hacienda y habría encargado la construcción del horno de fundición de Herculano para procesar el mineral de Chucpin y Kellaruna, este horno estuvo operativo durante más de 200 años.
Tras la muerte de Juan Tafur, sus herederos clausuraron el ingenio y vendieron sus propiedades. En 1750 trasladaron las imágenes de la Virgen de la Asunción y José de Nazaret a su nueva ubicación en el templo de Chacas. A la cabeza de los Tafur, las familias acaudaladas de entonces, encargaron la construcción de un retablo recubierto en pan de oro, construido con cedro nicaragüense.

## Nota
1. ↑  El párroco Ugo de Censi afirma que la imagen es la Virgen del Rosario y que la confusión por el de la Virgen de la Asunción se debe a la ignorancia de los antiguos pobladores sobre las características que diferenciaban unas imágenes religiosas de otras.